# 陈如山 (电子学家)
陈如山，南京理工大学电子工程与光电技术学院教授，主要从事通信与信息系统方面的研究工作。入选中华人民共和国教育部2007年度"长江学者"特聘教授，中国国家杰出青年基金获得者。